# Constituția Ungariei (1848)
Constituția Republicii Ungaria din 1848 este prima lege fundamentală a statului maghiar.

## Scurt istoric
Constituția Republicii Ungaria a fost adoptată în martie 1848 având ca sursă de inspirație modelul german. Prevedea o singură țară cu o singură națiune și o singură limbă. De asemenea, prevedea la art.7 încorporarea Transilvaniei la Ungaria și stabilea măsuri drastice față de cei care îndrăzneau să vorbească „împotriva perfectei unități a națiunii maghiare”.
Prima modificare a fost făcută abia un secol mai târziu, la data de 18 august 1949, legea supremă fiind substanțial rescrisă în 1989 și amendată în 23 octombrie 1990.
De la ultima revizuire constituțională, Republica Ungaria sărbătorește Ziua Constituției pe 20 august.

## Prevederi constituționale

### Alegerea parlamentarilor, Guvernului și a șefului statului
Constituția Republicii Ungaria are un preambul și 78 de articole. Conform Constituției, președintele este ales o dată la cinci ani, funcția sa fiind mai mult simbolică. Printre prerogativele sale mai importante se numără desemnarea premierului și dreptul de a anula o lege inițiată de parlament, prin Curtea Constituțională. Președintele este și autoritatea supremă a armatei. Art. 29, alin. (1) stipulează că șeful statului în Ungaria este președintele, care întruchipează unitatea națiunii și garantează activitatea democratică a structurilor de stat.
Parlamentul Ungar este format din 386 de deputați. Alegerile au loc o dată la patru ani, în dublu sistem: pe liste și vot uninominal. Astfel, un număr de 176 de parlamentari sunt aleși individual în circumscripțiile electorale, iar pentru 210 deputați partidele formează liste de candidați. Aceștia nu sunt votați direct, ci prin alegerea partidului de către alegătoare și alegători.
Deputații îl aleg pe primul-ministru, iar acesta desemnează guvernul și miniștrii. Prim-ministrul și Consiliul de Miniștri sunt aleși de Adunarea Națională, la recomandarea președintelui, pentru un mandat de patru ani.

### Protecția minorităților maghiare de pretutindeni
În Constituția Ungariei sunt enumerate prevederi explicite privind datoriile pe care statul ungar le are față de minoritățile înrudite din strainatate, susținând legăturile cu acestea. Astfel, articolul 6 din Constituția Ungariei prevede: „Republica Ungara se simte responsabilă pentru soarta maghiarilor care trăiesc dincolo de hotarele ei și va promova și sprijini legăturile acestora cu Ungaria.”

### Protecția minorităților (etniilor) din Ungaria
Art. 68, alin. 2. al Constituției prevede că „Republica Ungaria protejează minoritățile naționale și etnice”. Constituția asigură participarea lor colectivă la viața publică, dezvoltarea propriei culturi, utilizarea limbii materne, învățămînt în limba maternă, dreptul folosirii numelui în propria lor limbă.

### Forma statului
În Constituția Ungariei nu există nici o referire la forma statului, fiind prevăzut doar că „Republica Ungaria salvgardează libertatea și puterea poporului, suveranitatea și integritatea teritorială a țării, și frontierele înregistrate în tratatele internaționale (art. 5)“. 
De fapt, Ungaria este un stat unitar.

### Proprietatea
Art. 13. Republica Ungară garantează dreptul la proprietate. Exproprierea este permisa numai in cazuri exceptionale, când asemenea actiuni sunt în interes public, in modul stipulat prin lege, cu asigurarea unei despăgubiri totale, necondiționate și imediate.

### Dreptul de vot
Constituția Ungară prevede că orice cetățean, la împlinirea vârstei de 18 ani, are dreptul de a vota. Spre deosebire de alte Constiuții însă, cea ungară nu prevede limite minime de vârstă pentru accesul unui cetățean în Parlamentul Ungar.

### Curtea Constituțională
Curtea Constituțională a apărut în Ungaria abia în 1989, fiind creată prin art. 1 al Constituției revizuite, iar curtea a început să funcționeze de la 1 ianuarie 1990.